# 1811 en santé et médecine
| Années de la santé et de la médecine : 1808 - 1809 - 1810 - 1811 - 1812 - 1813 - 1814    |
| Décennies de la santé et de la médecine : 1780 - 1790 - 1800 - 1810 - 1820 - 1830 - 1840 |

Cet article présente les faits marquants de l'année 1811 en santé et médecine.

## Prix
- Médaille Copley : Benjamin Collins Brodie pour des articles sur l'influence du cerveau sur l'action du cœur, sur la génération de la chaleur animale et sur l'action de certains poisons d'origine végétale[1].

## Naissances
- 5 février : William Henry Harvey (mort en 1866), médecin et botaniste irlandais
- 10 février : Augustin Grisolle (mort en 1869), médecin français.
- 11 mai : Théodore Nicolas Gobley (mort en 1876), pharmacien, chimiste et chercheur français.
- 7 juin : James Young Simpson (mort en 1870), obstétricien écossais.
- 12 octobre : Thomas Caverhill Jerdon (mort en 1872), médecin, botaniste et zoologiste britannique.

## Décès
- avril : Jean-Baptiste Pussin (né en 1745), surveillant de l'asile de Bicêtre, puis de la Salpêtrière, un des précurseurs de la fonction d'infirmier psychiatrique.